# Kegel-Bundesliga (Bohle)
Die Kegel-Bundesliga (Bohle) ist die höchste Spielklasse im deutschen Sportkegeln der Sektion Bohle. Sie wird vom Deutschen Bohle Kegler Verband (DBKV) e. V. ausgerichtet.
Der Deutsche Meister der Herren wird unter den teilnehmenden Clubs im Doppelrundenturnier (Double Round Robin, siehe auch Turnierform und Rundenturnier) ermittelt, das heißt jeder Club tritt in Hin- und Rückspielen gegen jeden anderen Club an.
Die Damenmannschaften treffen im Saisonverlauf nur einmal aufeinander; gespielt wird daher auf neutralen Bahnen.
Neben der Bundesliga werden jährlich Meisterschaften der Vereinsmannschaften durchgeführt, für die sich die Teilnehmenden in Kreis-, Regional- und Landesmeisterschaften qualifizieren müssen.

## Deutsche Meister seit 1990
| Saison    | Herren                           | Damen                            |
| --------- | -------------------------------- | -------------------------------- |
| 1990/91   | Grün-Weiß Braunschweig           | Mohnhof Bergedorf                |
| 1991/92   | Rot-Weiß Berlin                  | DKC 52 Hannover                  |
| 1992/93   | Rivalen Hannover                 | Ahoi Hamburg                     |
| 1993/94   | Rivalen Hannover                 | Ahoi Hamburg                     |
| 1994/95   | Rivalen Hannover                 | LTS Bremerhaven                  |
| 1995/96   | Rivalen Hannover                 | Ahoi Hamburg                     |
| 1996/97   | Rivalen Hannover                 | Ahoi Hamburg                     |
| 1997/98   | Rivalen Hannover                 | Ahoi Hamburg                     |
| 1998/99   | Rivalen Hannover                 | F-E 27 Spandau                   |
| 1999/2000 | Rivalen Hannover                 | Saturn Misburg                   |
| 2000/01   | Rivalen Hannover                 | Ahoi Hamburg                     |
| 2001/02   | Rivalen Hannover                 | Grün-Weiß Cuxhaven               |
| 2002/03   | Rivalen Hannover                 | Ahoi Hamburg                     |
| 2003/04   | Rot-Weiß VGK 1912 Berlin         | Grün-Weiß Cuxhaven               |
| 2004/05   | Rivalen Hannover                 | Grün-Weiß Cuxhaven               |
| 2005/06   | KSG Berlin                       | Fortuna Rendsburg                |
| 2006/07   | Rot-Weiß VGK 1912 Berlin         | Grün-Weiß Cuxhaven               |
| 2007/08   | Rivalen Hannover                 | Fortuna Rendsburg                |
| 2008/09   | SG ETV/Phönix Kiel               | Fortuna Rendsburg                |
| 2009/10   | SV 90 Fehrbellin                 | Fortuna Rendsburg                |
| 2010/11   | SG ETV/Phönix Kiel               | SG LTS/KCN Bremerhaven           |
| 2011/12   | SG ETV/Phönix Kiel               | Fortuna Rendsburg                |
| 2012/13   | SG ETV/Phönix Kiel               | SG Nine Pin Hamburg              |
| 2013/14   | SG ETV/Phönix Kiel               | Grün-Weiß Cuxhaven               |
| 2014/15   | SG ETV/Phönix Kiel               | SG Nine Pin Hamburg              |
| 2015/16   | SG ETV/Phönix Kiel               | Ellerbeker TV Kiel               |
| 2016/17   | SG ETV/Phönix Kiel               | Grün-Weiß Cuxhaven               |
| 2017/18   | SG ETV/Phönix Kiel               | FE 27/Hansa Berlin               |
| 2018/19   | SG ETV/Phönix Kiel               | FE 27/Hansa Berlin               |
| 2019/20   | kein Meister, Saison abgebrochen | kein Meister, Saison abgebrochen |
| 2020/21   | kein Meister, Saison abgebrochen | kein Meister, Saison abgebrochen |
| 2021/22   | SG ETV/Phönix Kiel               | SG Union Oberschöneweide 1910    |
| 2022/23   | SG Union Oberschöneweide 1910    | SG Union Oberschöneweide 1910    |
| 2023/24   | SG Union Oberschöneweide 1910    | SG Union Oberschöneweide 1910    |
| 2024/25   | SG Union Oberschöneweide 1910    | SG Union Oberschöneweide 1910    |